# 棘線鯒
棘線鯒（学名：Grammoplites scaber），又稱橫帶棘線牛尾魚，為輻鰭魚綱鮋形目牛尾魚科的其中一種。分布于印度、南洋群岛以及中国南海、台湾海峡等海域，属于热带近海底层鱼类。

## 深度
水深10至70公尺。

## 特徵
頭側各具2條隆起稜線。頭部各隆起稜線上無鋸齒或顆粒狀突起，鋤骨齒兩簇，眼眶骨無前向之棘；眼眶無皮瓣。側線上之鱗片全部具小棘約55枚。體呈褐色，腹部為白色，體側有5至6條寬狹不等之黑色橫帶。第一背鰭有非常小的斑點，形成一稍明顯的黑直斑；第二背鰭、臀鰭及尾鰭有數列棕色斑點。體長可達30公分。

## 生態
本魚棲息於沿岸沙泥底質海域。活動性差，常停滯於一地或潛入沙中，以小魚及甲殼類為食。

## 經濟利用
食用魚，以油煎為宜。